# Adrian Leaper
Adrian Leaper (1953) es un director de orquesta inglés.
Se formó en la Royal Academy of Music. En 1986 fue ayudante de dirección en la Hallé Orchestra. Fue director de la Orquesta Filarmónica de Gran Canaria desde 1996 y de la Orquesta Sinfónica de RadioTelevisión Española desde 2001 hasta 2011.
Acostumbra a realizar sus grabaciones en el sello Naxos Records.